# Stratiomys singularia
Stratiomys singularia är en tvåvingeart som först beskrevs av Harris 1778.  Stratiomys singularia ingår i släktet Stratiomys och familjen vapenflugor. Inga underarter finns listade i Catalogue of Life.